# Diaixis hibernica
Diaixis hibernica är en kräftdjursart som först beskrevs av A. Scott 1896.  Diaixis hibernica ingår i släktet Diaixis och familjen Diaixidae. Arten har ej påträffats i Sverige. Inga underarter finns listade i Catalogue of Life.